# Mečovka horská
Mečovka horská (latinsky: Xiphophorus nezahualcoyotl, slovensky: Mečúň horský, anglicky: Mountain swordatail). Ryba se vyskytuje ve sladkých vodách zemí Střední Ameriky. Rybu vědecky popsali v roce 1990 američtí ichtyologové Mary Rauchenberger, Klaus D. Kallman a Donald C. Morizot.
Ryba byla pojmenována podle básníka, filozofa a císaře státu Texcoco Nezahualcoyotl (1402–1472), který byl svým historickým významem srovnatelný s Moctezumou I., podle kterého je pojmenována jiná mečovka (Xiphophorus montezumae).

## Popis
Základní zbarvení přírodní formy je leskle stříbřité s modro-červeným nádechem a nepravidelnými černými skvrnkami, u samců je mečík nažloutlý až oranžový s černým lemováním, barva mečíku může být variabilní, černé lemování je vždy. Délka mečíku může být až 4 cm. Samci dorůstají 5 cm, samice dorůstají 6 cm. Samice je zavalitější. Pohlaví ryb je snadno rozeznatelné: samci mají pohlavní orgán gonopodium, samice klasickou řitní ploutev.

## Biotop
Ryba žije ve sladkých vodách Střední Ameriky. Výskyt je omezen na spádovou oblast Río Tamesí, Río el Salto, Río Tanchachin a Río los Gatos a jejich přítoky, v mexickém státě San Luis Potosí. Obývá rychle tekoucí potoky v horských oblastech až do výšky 1200 metrů nad mořem. V nižších oblastech obývá zavlažovací kanály.

## Zařazení
Ryba byla považována za poddruh Xiphophorus montezumae. V roce 1964 se mezi vědci Hamburské univerzity objevily pochybnosti, jako o poddruhu, vytvořili dočasné jméno Xiphophorus „Hamburg 1964“. Jako samostatný druh byl popsán až v roce 1990.
Spolu se svými sesterskými druhy Xiphophorus montezumae a Xiphophorus continens tvoří monofyletickou skupinu. Ze zástupců, kteří žijí na vysočinách Mexika, je tento z nejsevernějšího biotopu.

## Chov v akváriu
- Chov ryby: Pro chov je snadný, převaha samic nad samci je žádoucí. Ryba prospívá ve větších nádržích, kde má možnost plavat, silnější proudění vody je nutnost.[4]
- Teplota vody: 19–26°C[4]
- Kyselost vody: 7,0–8,0pH[4]
- Tvrdost vody: 7–20°dGH[4]
- Krmení: Jedná se o všežravou rybu, preferuje živou potravu (perloočky, komáří larvy), přijímá také vločkové, nebo mražené krmivo. Okusuje řasy. Pro dobré vybarvení a růst by strava měla být pestrá.[4]
- Rozmnožování: Březost trvá přibližně 4–6 týdnů (24 dnů). Samice rodí 10–30 (20–40) mláďat, dle své velikosti. Samice mají před porodem černou skvrnu zralosti a výrazně hranaté velké bříško. Po porodu je vhodné potěr odlovit, nebo k porodu použít líhničku.[4][5]